# 김동건 (배우)
김동건(1985년 6월 11일 ~ )은 대한민국의 배우이다.

## 출연작

### 드라마
- 《천사의 유혹》 (2009년, SBS) - 신현민 역
- 《청춘예찬》 (2009년, KBS1) -  배성수 역
- 《우리집에 왜왔니》 (2008년, SBS) - 강일호 역